# Viza za budućnost
Viza za budućnost je bosanskohercegovačka humoristična serija producentske kuće Mebius film. Prikazivanje je započelo 22. rujna 2002. godine na Federalnoj televiziji. Snimljeno je 206 epizoda, emitiranih kroz 6 sezona, a posljednja epizoda je prikazana 17. travnja 2008. godine.
Ova serija je tijekom prikazivanja zabilježila veliku gledanost na FTV-u, kao i u zemljama regije, a zbog velike popularnosti serije, snimljena su i četiri novogodišnja specijala.

## Radnja
Bošnjačka obitelj Husika, čiji je stan uništen u ratu, živi u stanu srpske obitelji Golijanin, koja je izbjegla tijekom rata u Norvešku. Drama nastaje kada se obitelj Golijanin zbog nostalgije vraća u Sarajevo i namjerava živjeti u svom stanu. Obitelj Husika, koje predvodi čvrsta žena Alma, njen suprug uvijek potlačeni Suad, njihovo troje djece, te Almina majka Mubera, ne žele napustiti stan dok ne dobiju novi i ne namjeravaju pustiti Golijanine u stan. No, ni Milan i Danica, tj. Golijanini, kategorično ne žele da odstupe i cijela stvar završava na sudu. Na dan deložacije Husika, stiže odluka suda da dvije obitelji moraju živjeti zajedno. I pored stalnih svađa, ove dvije obitelji će postati dobri prijatelji. Ponekad će im probleme po tom pitanju praviti Muberin sin Rifat "Rile" Polovina, koji je predstavljen kao problematičan lik. Ulogu Rileta igra Mirvad Kurić koji glumi poznatog sarajevskog mangupa i mafijaša. Lik Rileta se najvjerojatnije odnosi na Ismeta "Ćelu" Bajramovića. 

## Glumačka postava
Glavne uloge
| Ime glumca/glumice     | Uloga u seriji                      |
| Nada Đurevska          | Mubera Polovina - Gaćo              |
| Admir Glamočak         | Suad "Sudo" Husika                  |
| Meliha Fakić           | Alma Husika                         |
| Ljubiša Samardžić      | Milan Golijanin                     |
| Jasna Diklić           | Danica "Dana" Golijanin             |
| Mirvad Kurić           | Rifat "Rile" Polovina               |
| Zoran Bečić            | Oskar Prohaska                      |
| Emina Muftić           | Sena Zvrk                           |
| Izudin Bajrović        | Miro Zvrk                           |
| Enis Bešlagić          | Zejnil "Zela" Mutapčić-Hadžiabdagić |
| Amra Kapidžić          | Belma Husika                        |
| Borislav Stjepanović   | Aleksandar "Aco" Jović              |
| Tanja Bošković         | Sofija Jović                        |
| Ermin Sijamija         | Sabahudin "Saša" Kreljo             |
| Žan Marolt             | Hrvoje Uskok                        |
| Boris Dvornik          | Vinko Uskok                         |
| Maja Ibrahimpašić      | Nejra Husika                        |
| Lejla Zvizdić          | Merima Husika                       |
| Mario Drmać            | Nenad "Nešo" Golijanin              |
| Rijad Ljutović         | Tonči, doktor                       |
| Emir Hadžihafizbegović | Nadir Hadžić                        |
| Sanda Krgo             | Sanja cvjećarka                     |

Sporedne uloge
| Ime glumca/glumice          | Uloga u seriji               |
| Mediha Musliović            | Ranka                        |
| Drago Buka                  | Nero                         |
| Sanja Burić                 | Dijana                       |
| Dženita Imamović            | Hedija Mutapčić-Hadžiabdagić |
| Nermin Omić                 | Sejo                         |
| Faketa Salihbegović-Avdagić | Zlata                        |
| Snežana Marković            | Saška Jović                  |
| Rade Čolović                | Soko Sivi                    |
| Narcis Babić                | Žuti                         |
| Robert Krajinović           | francuski časnik SFOR-a      |
| Ksenija Jovanović           | Olivera Atanacković          |
| Nela Đenisijević            | Lejla                        |
| Miraj Grbić                 | odvjetnik Spasić             |
| Željko Stjepanović          | Inspektor Žiga               |
| Šerif Aljić                 | Krezo                        |
| Muhamed Bahonjić            | Gojko Rundić "Dekan"         |
| Amina Begović               | Sofija Ceger                 |
| Nakib Abdagić               | Policajac Petar Krstić       |
| Vladimir Divjak             | Profesor                     |
| Alija Aginčić               | Veso Logistika               |
| Šefika Korkut-Šunje         | Rahima Husika                |
| Vedrana Seksan              | Inspektorica Jasmina Salčin  |
| Anita Memović               | Inspektorica                 |
| Mugdim Avdagić              | Policajac                    |
| Lana Barić                  | Kiki                         |
| Almir Kurt                  | liječnik Karić               |
| Haris Burina                | travar                       |
| Saša Oručević               | Mario                        |
| Jasmin Mekić                | poštar Amir                  |
| Sead Pandur                 | medicinar                    |
| Midhat Kušljugić            | nervozni poštar              |
| Lana Zablocki               | medicinska sestra            |
| Alen Muratović              | hodža Sikirić                |
| Hadžija Hadžibajramović     | Hedijina mama                |
| Velimir Njirić              | liječnik Kovačević           |
| Sead Bejtović               | fotograf                     |
| Bajruzin Hajro Planjac      | Habe                         |
| Haris Begović               | Marko                        |